# Літопедіон

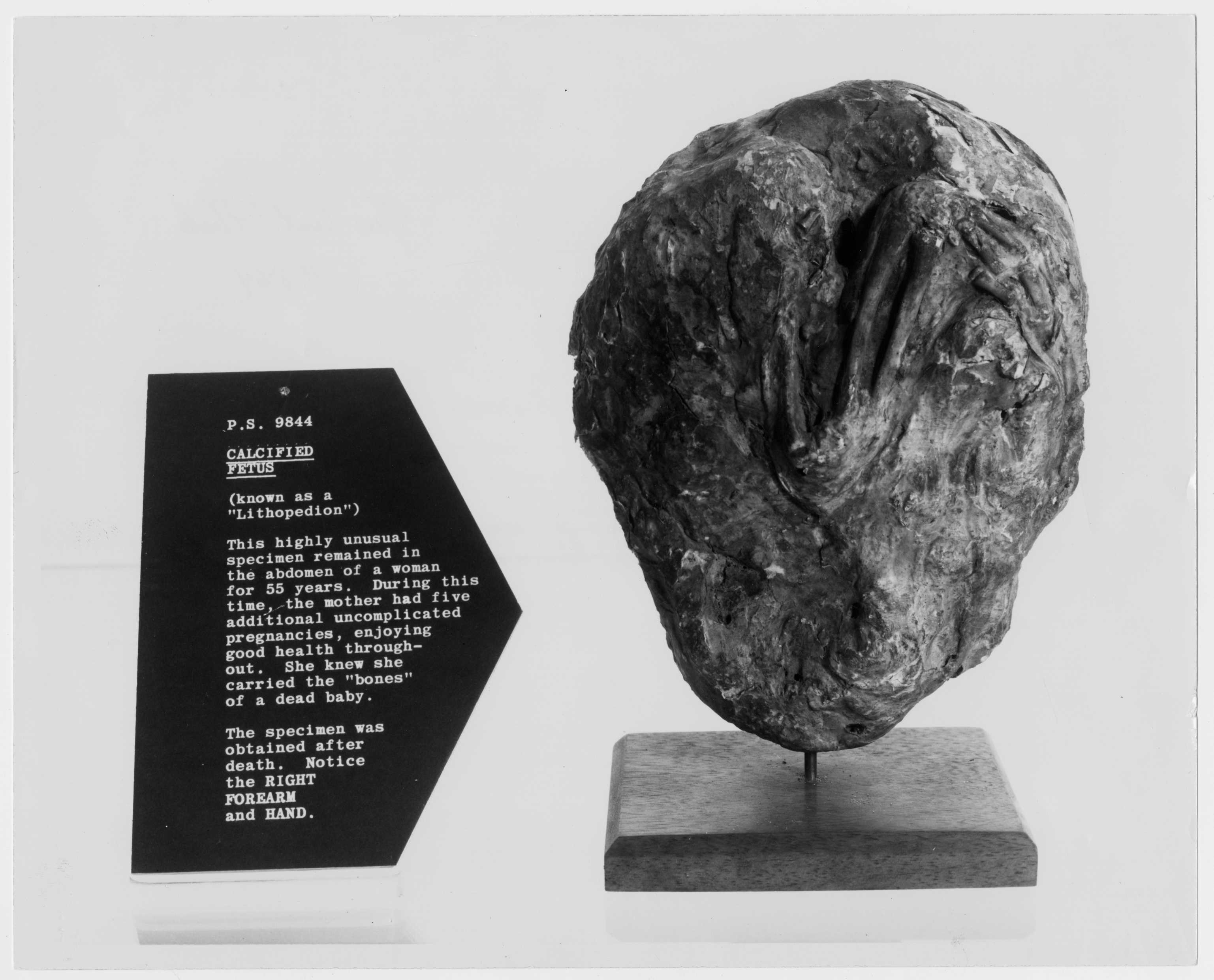
Літопедіон. Цей екземпляр перебував у животі жінки протягом 55 років. Протягом цього часу жінка мала також 5 успішних вагітностей.

Літопедіон (дав.-гр. λιθοπαίδιον, від дав.-гр. λίθος – камінь, дав.-гр. παιδίον – немовля) — звапнілий мертвий зародок. Може бути результатом черевної позаматкової вагітності. 
Рідкісне явище. Задокументовано менше 300 випадків (найстаріший з 1582 року у Франції).